# Barbados na Letnich Igrzyskach Olimpijskich 2008
Barbados na Letnich Igrzyskach Olimpijskich 2008 reprezentowało 7 zawodników. Wystąpili oni w trzech dyscyplinach: lekkoatletyce, pływaniu, żeglarstwie.
Był to dziesiąty start reprezentacji Barbadosu jako niepodległego państwa na letnich igrzyskach olimpijskich.

## Reprezentanci

### Lekkoatletyka
Jade Latoya Bailey, Ryan Brathwaite oraz Andrew Hinds reprezentowali Barbados w konkurencjach lekkoatletycznych.
Bailey awansowała do drugiej rundy sprintu, ale tam odpadła, zajmując trzydziestą siódmą lokatę. Ta sama zawodniczka uczestniczyła w biegu na 200 metrów, ale tam zakończyła rywalizację na trzydziestym czwartym miejscu. Brathwaite awansował do półfinału w biegu na 110 metrów przez płotki z dziesiątego miejsca. Będąc na w swoim biegu drugiej rundy na drugim miejscu. Ostatecznie zakończył start na dwunastym miejscu, będąc w swoim półfinale siódmym zawodnikiem z czasem 13,59 sekund. Hinds awansował do drugiej rundy w sprincie, ale zajął tam piąte miejsce w swoim biegu i odpadł. Został sklasyfikowany na 24. miejscu.

### Pływanie
Trzech pływaków reprezentowało Barbados na igrzyskach w Pekinie, jednak żaden z nich nie przeszedł przez kwalifikacje.
| Zawodnik        | Konkurencja            | Eliminacje | Eliminacje | Półfinał      | Półfinał      | Finał         | Finał         |
| Zawodnik        | Konkurencja            | Wynik      | Pozycja    | Wynik         | Pozycja       | Wynik         | Pozycja       |
| --------------- | ---------------------- | ---------- | ---------- | ------------- | ------------- | ------------- | ------------- |
| Andrei Cross    | 50 m stylem klasycznym | 1:04.57    | 55         | nie awansował | nie awansował | nie awansował | nie awansował |
| Martyn Forde    | 50 m stylem dowolnym   | 23.08      | 51         | nie awansował | nie awansował | nie awansował | nie awansował |
| Terrence Haynes | 100 m stylem dowolnym  | 50.50      | 47         | nie awansował | nie awansował | nie awansował | nie awansował |

### Żeglarstwo
Gregory Douglas jako jedyny reprezentant Barbados startował w żeglarstwie. Startował bez powodzenia zajmując ostatnie 43. miejsce.